# Riazan VDV
Maillots
Actualités
Le Riazan VDV est un club russe de football féminin basé à Riazan.

## Historique
Le club est fondé en 1996 sous le nom de Marsel Riazan. En 1997, il est renommé VDV Riazan reprenant le nom des Vozdouchno-dessantnye voïska, les troupes aéroportées de la fédération de Russie. 
Le VDV remporte la Coupe de Russie en 1998 et en 2014 ainsi que le Championnat de Russie en 1999 et en 2000, année où il prend le nom de Riazan TNK. 
Le club atteint les quarts de finale de la Coupe féminine de l'UEFA 2001-2002, où il est éliminé par le finaliste suédois, l'Umeå IK. Le club retrouve son nom de Riazan VDV en 2005.

## Personnalités marquantes
- Lioudmyla Pekour, 79 matchs et 17 buts.

## Palmarès
- Championnat de Russie féminin
  - Champion : 1999, 2000, 2013 et 2018
  - Vice-champion : 1997, 1998, 2001 et 2002

- Coupe de Russie féminine
  - Vainqueur : 1998 et 2014
  - Finaliste : 1997, 1999, 2001, 2002, 2018 et 2019